# Pillerton Hersey
Pillerton Hersey – wieś w Anglii, w hrabstwie Warwickshire, w dystrykcie Stratford-on-Avon. Leży 17 km na południe od miasta Warwick i 121 km na północny zachód od Londynu.